# Đá An Bình
Đá An Bình (tiếng Anh: Ross Reef; tiếng Trung: 染青东礁; bính âm: Rǎnqīng dōng jiāo, Hán-Việt: Nhiễm Thanh Đông tiêu) là một rạn san hô thuộc cụm Sinh Tồn của quần đảo Trường Sa. Đá này nằm ở phía nam tây nam đá Ba Đầu và phía đông của đảo Sinh Tồn Đông.
Đá An Bình là đối tượng tranh chấp giữa Việt Nam, Đài Loan, Philippines và Trung Quốc. Hiện chưa rõ nước nào thực sự kiểm soát đá này.